# نابليون ساروني
نابليون ساروني (بالإنجليزية: Napoleon Sarony) (و. 1821 – 1896 م) هو طباع حجري، ومصور  من كندا، والولايات المتحدة، ولد في كيبك، بدأ مشواره المهني سنة 1841، توفي في نيويورك، عن عمر يناهز 75 عاماً.